# Селиванов, Николай Николаевич
Николай Николаевич Селиванов (1905—1965) — советский архитектор; был секретарём правления Союза архитекторов.

## Биография
Родился 12 мая 1905 года в Рязани. В 1919 году, после смерти родителей, начал трудовую деятельность и одновременно продолжал учёбу. В 1923 году поступил на архитектурный факультет МВТУ им. Баумана, одновременно продолжал работать. В 1927 год впервые был премирован на конкурсе, объявленном Наркоматом связи, за типовые почтово-железнодорожные отделения. В 1930 году окончил МВТУ со званием инженера-архитектора.
С 1926 года работал в различных строительных и проектных организациях. В 1926 году был технологом-строителем издательства «Правда». В 1928—1932 годах работал в Государственном институте сооружений Высшего совета народного хозяйства, где занимал должности научного сотрудника, старшего научного сотрудника и наконец заведующего секцией планировки населённых мест. В 1932 году вступил в Союз архитекторов СССР. С 1932 года работал в мастерской Н. Д. Колли, где под его руководством занимался проектированием спортивного стадиона в Измайлове. Позднее работал в Управлении строительства Дворца Советов и в институте Гипрогор. В 1941 году окончил факультет усовершенствования Академии архитектуры СССР.
В 1931—1939 годах преподавал в МАРХИ (ассистент, и. о. доцента), а в 1934—1937 годах — в МИИТе.
В 1941—1943 годах руководил сектором службы маскировки Москвы. В 1948 году вступил в КПСС.
В 1949—1955 годах выполнял обязанности магистрального архитектора, руководил мастерской № 6 Мосгорпроекта, работал архитектором в мастерской № 1 Моспроекта. В 1955—1960 годах Селиванов — заместитель председателя Архитектурно-строительного совета города Москвы, в 1961—1965 годах — руководитель мастерской № 2 Моспроекта и главный архитектор Ленинградского района Москвы.
Принимал участие в архитектурных конкурсах, удостоен премий за проект клуба в Москве, застройку соцгородка Нижегородского Автостроя, типовые проекты студенческих общежитий и другие. Автор публикаций в специализированных изданиях.
Несколько лет был заместителем председателя Архитектурного совета Москвы. В 1961—1963 годах — депутат Ленинградского района. С 1963 года — депутат Моссовета. В 1938—1956 годах — член президиума, а в 1956—1965 годах — председатель правления Московского отделения Союза архитекторов. Ездил за границу как глава делегации.
Жил в Москве на Ленинградском проспекте, 14. Умер 27 ноября 1965 года в Москве. Похоронен на Новодевичьем кладбище (6 участок, 29 ряд), авторы надгробия — архитекторы С. Волков и Б. Зайончковский.

## Работы
С 1935 по 1939 год архитектор спроектировал здание Казахского государственного университета в Алма-Ате, больничный городок в Ступине, здание клуба в Комсомольске-на-Амуре и другие сооружения.
После войны спроектировал и построил жилые здания для мясокомбината, жилые дома на Ярославском шоссе, на Малой Никитской улице, здание Горкома в Пушкине.
Им также были построены редакционный корпус издательства «Московский рабочий» (1951—1954), павильон речного и рыбного хозяйства на ВДНХ (1950—1953), комплекс гостиниц ВДНХ (1954—1955); жилые дома на Житной улице (1940—1943), на Ленинградском проспекте (1952—1955), на проспекте Мира (1956—1958) и на Фрунзенской набережной (1940).
Н. Н. Селиванов — один из руководителей проекта застройки района Химки-Ховрино (1962—1965) и посёлка Северный, спроектировал (совместно с соавторами) комплекс студенческих общежитий (1930-е годы), корпус Финансового института (1955), 20-этажное здание для иностранных студентов в парке «Дружба» и другие. В составе авторского коллектива работал над проектом здания института «Гидропроект» на развилке Ленинградского и Волоколамского шоссе.

## Награды
- Орден Трудового Красного Знамени[4]
- Орден Красной Звезды[2][12]
- Орден «Знак Почёта»[2][13]